# Hamizan Aziz Sulaiman
Hamizan Aziz bin Sulaiman (sinh ngày 24 tháng 1 năm 1989) là một cầu thủ bóng đá đến từ Brunei thi đấu cho Indera SC ở vị trí tiền đạo.
Anh là cầu thủ thi đấu quốc tế cho Brunei, ra mắt năm 2009 trong thất bại 1-5 loss trước Sri Lanka ở Vòng loại Cúp Challenge AFC 2010. Anh có trong đội hình tham dự Vòng loại AFF Suzuki Cup 2012.